# Ao Vivo no Recife (álbum de Calcinha Preta)
Ao Vivo no Recife é o décimo oitavo álbum da banda de forró eletrônico Calcinha Preta e o terceiro álbum de vídeo, gravado em 07 de dezembro de 2007 no Chevrolet Hall. O show, apresentado por Hebe Camargo, contou com as participações de Fábio Júnior, Tatau e Marquinhos Maraial. O DVD vendeu mais de 800.000 cópias e o CD, mais de 625.000, rendendo à banda mais um Disco de Diamante Duplo.

## Gravação

### O show
A cenografia foi inspirada no palco da banda U2, mais precisamente da turnê 2005/2006. A animação do público antes do show ficou por conta do trio elétrico comandado pelo cantor Tatau, que também participou do DVD na canção Hoje à Noite. Após a apresentação de Hebe, o show começou ao som de A Calcinha Preta é Nossa, que se tornou a última faixa do DVD. 
A música Por Que Tocou Meu Coração? foi tocada pelos músicos do cantor Fábio Júnior e o mesmo se apresentou após a gravação do DVD, com a participação de Fiuk, encerrando, assim, o evento.

### Repertório
O repertório do show contou com 22 músicas, que foram apresentadas na seguinte ordem:
1. A Calcinha Preta é Nossa
2. Fica Comigo
3. Paulinha (Without You)
4. Faltou o Leite Ninho
5. Pensão Alimentícia
6. Como Vou Deixar Você?
7. Locutor
8. Garotas Não Choram (Big Girls Don't Cry)
9. Arreia Cerveja
10. Pega Fogo Cabaré
11. Me Ensina a Namorar
12. Ficar Por Ficar
13. Se Quiser é Assim
14. Bebo e Choro
15. 24 Horas de Amor
16. Hoje à Noite (Alone)
17. Ainda Te Amo
18. O Navio e o Mar (Send Me An Angel)
19. Amanda (Amanda)
20. Dois Amores, Duas Paixões
21. Campeão de Bilheteria
22. Por Que Tocou Meu Coração? (Because I'm a Girl)

#### Músicas removidas
Dessas 22, apenas três não fizeram parte do DVD oficial:

##### O Navio e o Mar
Assim como no DVD Mágica: Show Histórico, a Universal Music não autorizou o uso dos direitos de imagem e som da versão de Send Me An Angel, da banda Scorpions, nos CDs e DVDs comerciáveis. Sendo assim, só é possível ouvir O Navio e o Mar no álbum promocional.

##### Amanda
A banda recebeu a autorização da Universal Music para usar apenas a versão em áudio da canção Amanda.

##### Locutor
A canção Locutor, por sua vez, também foi retirada, uma vez que Berg Lima deixou a banda em janeiro de 2008, dois meses antes do lançamento oficial do DVD, que aconteceria em março do mesmo ano. Ainda assim, Berg foi creditado como vocalista na ficha técnica do DVD e do CD derivado do mesmo. Em contrapartida, sua foto não aparece na capa e nem no menu do DVD.

## Versões do álbum
O DVD Ao Vivo no Recife, possui duas versões. A primeira (e mais conhecida) possui 19 faixas e a segunda, possui apenas 18. A canção Paulinha foi retirada desta última versão.
Da mesma forma, acontece com o CD volume 18, que é a versão em áudio do DVD. Nas duas versões, as faixas 24 Horas de Amor, Me Ensina a Namorar, A Calcinha Preta é Nossa e Campeão de Bilheteria foram retiradas. Os dois incluem a música Amanda, mas um deles não inclui a música Paulinha. A versão promocional do disco é a mais completa e conta com 20 músicas. É a única versão que conta com a canção O Navio e o Mar. 24 Horas de Amor é a única música que não faz parte do CD promocional. A canção Locutor não entrou em nenhuma versão do DVD e do CD da banda.

## Lista de faixas

### DVD
| N.º            | Título                                                                        | Compositor(es)                                         | Intérprete(s)                                                        | Duração |  |
| 1.             | "Pensão Alimentícia"                                                          | Gilton Andrade, Beto Caju, Ivo Lima                    | Daniel Diau                                                          | 2:53    |  |
| 2.             | "Faltou o Leite Ninho"                                                        | Gilton Andrade, Chrystian Lima                         | Silvânia Aquino                                                      | 3:32    |  |
| 3.             | "Como Vou Deixar Você?"                                                       | Lyon, Carlos Freitas                                   | Daniel Diau                                                          | 2:18    |  |
| 4.             | "Hoje à Noite (Alone – Heart)" (Part. Tatau)                                  | Billy Steinberg, Tom Kelly (Versão: Nelson Nascimento) | Silvânia Aquino                                                      | 3:23    |  |
| 5.             | "Fica Comigo"                                                                 | Dino Boy, Walter Garrincha                             | Daniel Diau                                                          | 2:40    |  |
| 6.             | "Paulinha (Without You)"                                                      | Thomas Evans, Peter Ham (Versão: Gilton Andrade)       | Daniel Diau                                                          | 3:34    |  |
| 7.             | "Ficar Por Ficar"                                                             | Rivanil, Jairo Goes, Everton Matos                     | Daniel Diau, Silvânia Aquino                                         | 3:05    |  |
| 8.             | "Garotas Não Choram" (Big Girls Don't Cry – Fergie)                           | Stacy Ann Ferguson, Toby Gad (Versão: Gilton Andrade)  | Daniel Diau, Silvânia Aquino                                         | 3:48    |  |
| 9.             | "Pega Fogo Cabaré"                                                            | Nildomar Dantas                                        | Berg Lima, Raied Neto                                                | 3:55    |  |
| 10.            | "Por Que Tocou Meu Coração?" (Because I'm a Girl – Kiss – Part. Fábio Júnior) | Choi, Im Joon-Young (Versão: Gilton Andrade)           | Silvânia Aquino                                                      | 3:35    |  |
| 11.            | "Ainda Te Amo"                                                                | Alberto Germano                                        | Marlus Viana, Paulinha Abelha                                        | 4:08    |  |
| 12.            | "Bebo e Choro"                                                                | Beto Caju, Luisinho Lima, Marquinhos Maraial           | Raied Neto                                                           | 3:19    |  |
| 13.            | "Se Quiser é Assim"                                                           | Chrystian Lima, Ivo Lima, Gilton Andrade               | Daniel Diau, Silvânia Aquino                                         | 3:09    |  |
| 14.            | "Me Ensina a Namorar"                                                         | Geisa Soares, Gilton Andrade                           | Paulinha Abelha                                                      | 3:35    |  |
| 15.            | "Arreia Cerveja" (Part. Marquinhos Maraial)                                   | Beto Caju, Edu Luppa                                   | Daniel Diau                                                          | 2:55    |  |
| 16.            | "Dois Amores, Duas Paixões"                                                   | Beto Caju, Marquinhos Maraial                          | Daniel Diau, Silvânia Aquino                                         | 3:45    |  |
| 17.            | "24 Horas de Amor"                                                            | Palito Bass, Márcia Menezes                            | Paulinha Abelha, Raied Neto                                          | 3:18    |  |
| 18.            | "Campeão de Bilheteria"                                                       | Carlos Dias                                            | Daniel Diau                                                          | 3:14    |  |
| 19.            | "A Calcinha Preta é Nossa"                                                    | Gilton Andrade                                         | Daniel Diau, Silvânia Aquino, Paulinha Abelha, Raied Neto, Berg Lima | 3:26    |  |
| Duração total: | Duração total:                                                                | Duração total:                                         | Duração total:                                                       | 72:47   |  |

### CD
| N.º            | Título                                                   | Compositor(es)                                         | Intérprete(s)                          | Duração |  |
| 1.             | "Como Vou Deixar Você?"                                  | Lyon, Carlos Freitas                                   | Daniel Diau                            | 3:49    |  |
| 2.             | "Ficar Por Ficar"                                        | Rivanil, Jairo Goes, Everton Matos                     | Daniel Diau, Silvânia Aquino           | 3:21    |  |
| 3.             | "Garotas Não Choram" (Big Girls Don't Cry – Fergie)      | Stacy Ann Ferguson, Toby Gad (Versão: Gilton Andrade)  | Daniel Diau, Silvânia Aquino           | 3:42    |  |
| 4.             | "Fica Comigo"                                            | Dino Boy, Walter Garrincha                             | Daniel Diau                            | 3:43    |  |
| 5.             | "Paulinha (Without You)"                                 | Thomas Evans, Peter Ham (Versão: Gilton Andrade)       | Daniel Diau                            | 3:32    |  |
| 6.             | "Hoje à Noite (Alone – Heart)"                           | Billy Steinberg, Tom Kelly (Versão: Nelson Nascimento) | Silvânia Aquino (Part. Tatau)          | 3:09    |  |
| 7.             | "Pensão Alimentícia"                                     | Gilton Andrade, Beto Caju, Ivo Lima                    | Daniel Diau                            | 3:24    |  |
| 8.             | "Faltou o Leite Ninho"                                   | Gilton Andrade, Chrystian Lima                         | Silvânia Aquino                        | 3:48    |  |
| 9.             | "Bebo e Choro"                                           | Beto Caju, Luisinho Lima, Marquinhos Maraial           | Raied Neto                             | 3:29    |  |
| 10.            | "Se Quiser é Assim"                                      | Chrystian Lima, Ivo Lima, Gilton Andrade               | Daniel Diau, Silvânia Aquino           | 3:14    |  |
| 11.            | "Pega Fogo Cabaré"                                       | Nildomar Dantas                                        | Raied Neto, Berg Lima                  | 3:55    |  |
| 12.            | "Arreia Cerveja"                                         | Beto Caju, Edu Luppa                                   | Daniel Diau (Part. Marquinhos Maraial) | 2:59    |  |
| 13.            | "Dois Amores, Duas Paixões"                              | Beto Caju, Marquinhos Maraial                          | Daniel Diau, Silvânia Aquino           | 3:44    |  |
| 14.            | "Por Que Tocou Meu Coração?" (Because I'm a Girl – Kiss) | Choi, Im Joon-Young (Versão: Gilton Andrade)           | Silvânia Aquino (Part. Fábio Júnior)   | 3:35    |  |
| 15.            | "Ainda Te Amo"                                           | Alberto Germano                                        | Marlus Viana, Paulinha Abelha          | 4:08    |  |
| 16.            | "Amanda" (Amanda – Boston)                               | T. Schotz (Versão: Gilton Andrade)                     | Daniel Diau                            | 3:48    |  |
| Duração total: | Duração total:                                           | Duração total:                                         | Duração total:                         | 57:18   |  |

## Ficha técnica
- Produzido e dirigido por Gilton Andrade
- Direção musical: Tovinho
- Edição: Léo Ferraz e Gilton Andrade

- Maquiagem e cabelo: Tito
- Coreografias: Marcelo Ravache
- Fotos: Jozart
- Projeto gráfico: Denize Paixão

### Vocalistas
- Daniel Diau, Silvânia Aquino, Paulinha Abelha, Raied Neto, Marlus Viana e Berg Lima

### Músicos
- Sanfona: Missinho
- Bateria: Pé-de-ferro
- Teclados: Alex / Tovinho
- Percussão: Muzenza / Marquinhos
- Baixo: Gilson Batata
- Guitarra: Xandão / Junior
- Trompete: Caúca
- Trombone: João Paulo
- Vocais de apoio: Kelly / Patricia

#### Na faixa"Por Que Tocou Meu Coração?"
- Teclado: Amador Longhini Jr.
- Baixo: Jotinha
- Bateria: Pepa
- Percussão: Clodoaldo Canniza Jr
- Guitarra: Faísca
- Violão: Alvaro Gonçalves
- Vocais de apoio: Marcio Silva / Aldo Gouveia / Moisés Tristão / Wilber Sales

### Participações Especiais
- Hebe Camargo (Apresentação)
- Fábio Júnior (Por Que Tocou Meu Coração?)
- Tatau (Hoje à Noite)
- Marquinhos Maraial (Arreia Cerveja)